# Good Easter
Good Easter est un village et une paroisse civile de l'Essex, en Angleterre.